# Lora de Estepa
Lora de Estepa település Spanyolországban, Sevilla tartományban. Lora de Estepa Estepa és Casariche községekkel határos. Lakosainak száma 888 fő (2024).

## Népesség
A település népessége az elmúlt években az alábbi módon változott:
| Lakosok száma | 781  | 803  | 829  | 857  | 871  | 876  | 852  | 862  | 883  | 888  |
|               | 2001 | 2004 | 2007 | 2009 | 2012 | 2014 | 2017 | 2019 | 2022 | 2024 |